# Conservatorio Profesional de Danza de Córdoba
El Conservatorio Profesional de Danza de Córdoba, oficialmente denominado Conservatorio Profesional de Danza Luis del Río, es una escuela pública dependiente de la Consejería de Educación de la Junta de Andalucía (España), en la que se imparten enseñanzas de régimen especial en la especialidad de danza. Es uno de los siete Conservatorios Profesionales de Danza que hay en la comunidad autónoma de Andalucía.

## Historia
El Conservatorio Profesional de Danza de Córdoba se crea en 1966, gracias a la labor de su primer profesor y director, Luis del Río. Del Río fue alumno de Fragero y Corazo en 1948. Amplió estudios con María Ibarn, Luisa Pericet y los bailaores flamencos Recia Ortega y El Estampío. Con la compañía de Pepe Marchena fue primer bailarín, así como con Mercedes Barrull y el ballet de Ana Esmeralda. Viajó por Lisboa, París, Estados Unidos y Oriente Medio. Tras 17 años fuera de Córdoba vuelve en los años 60 para dedicarse a la enseñanza.
Del Río fue el primer profesor titulado en Danza con oposición de Andalucía. Con él se pusieron los cimientos en 1966, junto al Conservatorio de Música, de lo que hoy en día se conoce como el Conservatorio Profesional de Danza, del que fue catedrático y director hasta su jubilación en 1988. Desde 1999 el centro se denomina Conservatorio Profesional de Danza “Luis del Río”.
Desde 1984, el Conservatorio Profesional de Danza pasa a depender de la Junta de Andalucía, que tiene las competencias compartidas. La ley Orgánica de Educación de 2011 es la última que ha afectado a sus enseñanzas.

## Oferta educativa

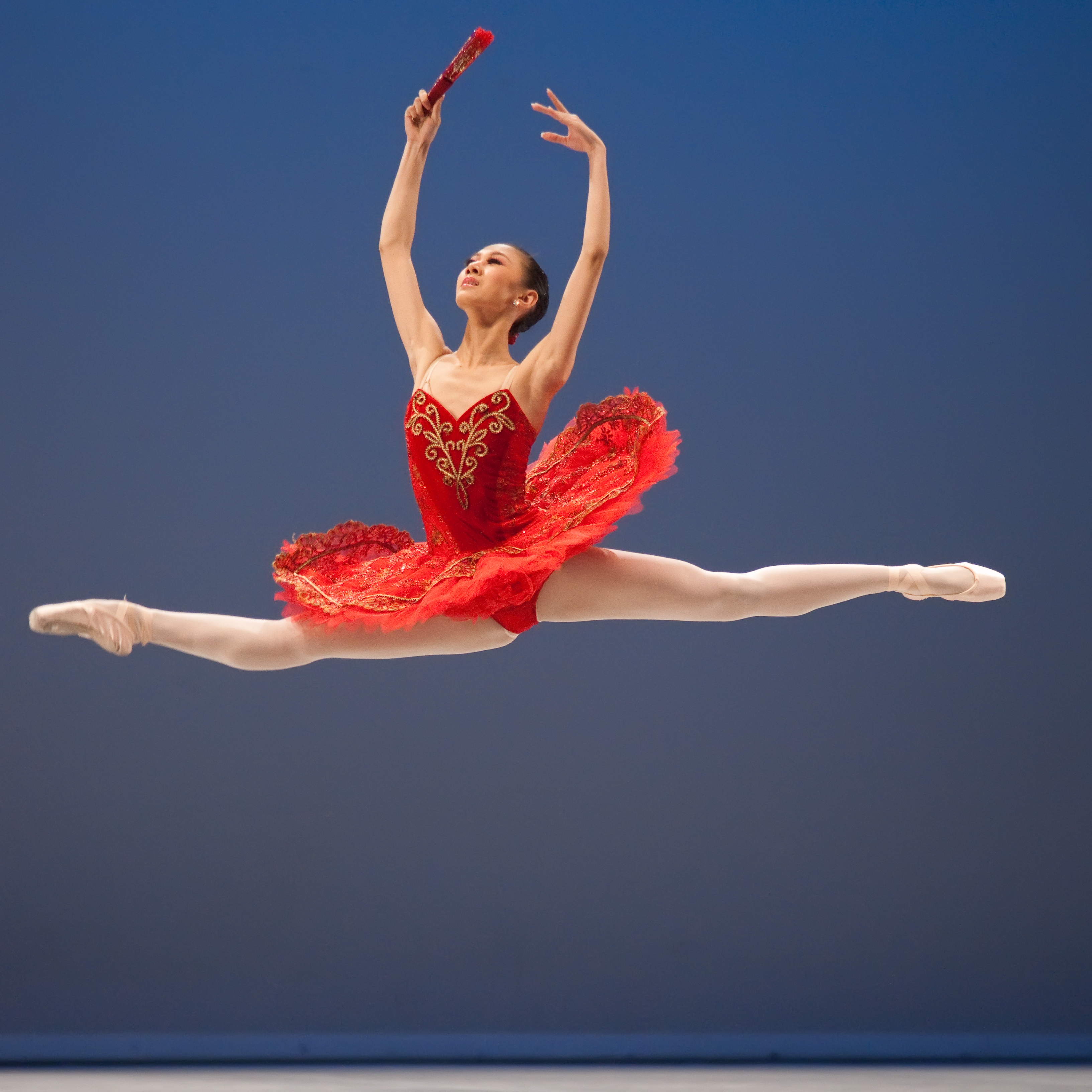
Danza.

En este centro se ofertan los estudios correspondientes a las Enseñanzas básicas de Danza (4 cursos) y los seis cursos de Enseñanzas Profesionales de Danza en las especialidades de Danza Clásica, Danza Española, Danza Contemporánea y Baile Flamenco.

## Instalaciones
El edificio del Conservatorio tiene una superficie de 4500m² distribuidos en la planta baja y tres plantas de altura, con sótano. Cuenta con 36 aulas de danza (6 de danza española, 6 de danza contemporánea, 6 de danza clásica y 4 de flamenco), 2 aulas teóricas, 2 aulas de música, salas de maquillaje, sala polivalente para actuaciones, biblioteca, tutorías, cafetería y vestuarios, sala AMPA, entre otras dependencias.